# Olof Johansson i Öckerö
Olof Konstantin Johansson (i riksdagen kallad Johansson i Öckerö), född 20 juni 1897 i Öckerö församling, död 17 september 1971 på Öckerö, var en svensk fiskare och politiker (folkpartist).
Olof Johansson, som kom från en fiskarfamilj, var yrkesfiskare 1912–1954, från 1914 som delägare i en trålare. Han var ordförande för Öckerö folkpartiavdelning och Öckerö kyrkofullmäktige, och hade också ledande uppdrag i fiskenäringens organisationer, bland annat som förbundsordförande i Svenska västkustfiskarnas centralförbund 1960–1967.
Johansson var riksdagsledamot i andra kammaren 1955–1966 för Göteborgs och Bohus läns valkrets. I riksdagen var han bland annat suppleant i jordbruksutskottet 1955–1966 och ledamot i tredje lagutskottet 1961–1966. Han engagerade sig främst i fiske- och skeppsfartsfrågor. 